# Ramón Alejandro
Pour les articles homonymes, voir Alejandro.
 (novembre 2016).
Si vous disposez d'ouvrages ou d'articles de référence ou si vous connaissez des sites web de qualité traitant du thème abordé ici, merci de compléter l'article en donnant les références utiles à sa vérifiabilité et en les liant à la section « Notes et références ».
José Ramón Díaz Alejandro, né à La Víbora (en) près de La Havane le 16 février 1943, est un peintre, illustrateur, sculpteur, et graveur français d'origine cubaine.

## Biographie
Ramón Alejandro naît le 16 février 1943 à Cuba et passe son enfance dans les faubourgs de La Havane, à La Víbora. Il est le petit-fils et neveu de peintres issus des écoles des Beaux-Arts de Madrid et de La Havane. En 1960, il quitte sa famille et Cuba pour voyager de par le monde et visiter de nombreux musées pour voir les originaux des œuvres qui le fascinaient au travers de leurs reproductions ou leurs copies réalisées par son grand-père, admirer le baroque exubérant de certaines églises et se former au métier. Il se rend d'abord en Amérique du Sud, en Argentine, au Brésil et en Uruguay. Il entame même des études aux Beaux-Arts de Buenos Aires. Il arrive en Europe en 1963.
Après un tour d'Espagne, passant notamment par les Asturies, terre de ses ancêtres, il se fixe à Paris en 1963 et s'inscrit dans l'atelier de gravure de Johnny Friedlaender. Il acquiert la nationalité française, fonde une famille et installe son atelier au pied de la butte Montmartre, après avoir vécu à Madrid entre 1976 et 1978. Sa femme, l'artiste peintre Catherine Blanchard, meurt en 1993. Il cherche alors à se rapprocher de son île natale en séjournant à Miami de 1995 à 2004. Il ne parvient pas à s'installer durablement à La Havane en 2005 et se fixe à Mexico en 2007 mais, après un retour à Paris, il revient à Miami en 2011, dans le quartier de South Beach, près de son fils. Il y réside actuellement.

## Œuvre graphique et peinture
La production picturale de Ramón Alejandro, entamée dès 1966 et très variée tant par les techniques employées (gravure, eau forte, dessin, aquarelle, huile, acrylique) que par ses thèmes, est lente et de plus en plus méticuleuse et fouillée. Esprit indépendant, peu soucieux de sa commercialisation, il méprise le marché de l'art et les épigones de Marcel Duchamp. Dans ces conditions, ses expositions sont de plus en plus exceptionnelles.
Artiste onirique influencé par l'esthétique surréaliste, il peint ou dessine en premier lieu des machines inquiétantes flottant dans l'espace et violemment éclairées par une source lumineuse latérale mystérieuse. Cages, clous, herses, râteaux et mécanismes apparemment inutiles et soigneusement chevillés semblent prêts à torturer, transpercer, écraser, lacérer. L'irrationalité des machines côtoie paradoxalement la logique implacable des ombres portées, particulièrement complexes. Ses œuvres, qui font penser à l'atmosphère des prisons de Piranese et sont toujours affublés de titres recherchés, non dénués d'humour (Le Garde-meubles de Louis XVII) ou inspirés par la littérature (Octavio Paz), fascinent alors Roland Barthes comme Roger Caillois[réf. nécessaire].
Son univers s'élargit ensuite à partir de 1978 à d'étranges constructions, grossièrement taillées dans le roc, parfois en équilibre sur de fragiles échafaudages, ou tranchantes comme des lames
de couteau, sortes de vestiges colossaux de civilisations inconnues ou mortes, perdus dans une végétation tropicale luxuriante.
Le thème des fruits tropicaux exhibant leur pulpe intime après avoir été sectionnés, déposés sur des espaces courbes, parfois jonchés d'outils contondants, de cartes à jouer, de dominos, de dés
ou de pièces de monnaie cubaines, est de plus en plus exploité à partir d'un séjour au Venezuela en 1988. Leur sensualité, voire leur symbolique sexuelle, est particulièrement mise en valeur sous des cieux tourmentés, souvent traversés par des éclairs. Au milieu de sortes de rébus, les fruits s'offrent ainsi à la vue tandis que des personnages plus ou moins difformes et ambigus, des animaux ou de simples pépins apparaissent de temps en temps pour jeter de leur côté un regard froid sur les voyeurs. La légèreté et la fragilité de pliages de papier (fusées, cerfs-volants…) et les irisations passionnent aussi le peintre.
Enfin, à partir des années 2010, sa contre-signature sur l'envers des toiles est particulièrement travaillée et des mots luxueusement calligraphiés, aux volutes croisées complexes, finissent par traverser et envahir l'endroit de ses rares œuvres, à l'atmosphère de plus en plus suffocante, quelques étonnants tableaux formant incursions du côté de l'abstraction lyrique.
Ainsi l'artiste est passé de froides machines mécaniques, miraculeusement stabilisées dans des espaces vides et construites pour l'éternité, à la chaleur des fruits mortels et l'instabilité d'espaces saturés où la couleur et les mots explosent ; de mondes univoques à des univers équivoques ; de la règle implacable au dérèglement ; de la tension interne à la complexité des regards croisés.
Des œuvres de Ramón Alejandro sont conservées au musée d'art de San Diego (Californie), à l'Organisation des États américains à Washington, au musée d'art moderne de la ville de Paris et dans de nombreuses collections privées, notamment celle, ouverte au public, d'Andres Blaisten à Mexico[réf. nécessaire].

## Illustrations et récits
D'une curiosité insatiable, d'une immense culture, grand lecteur, notamment des littératures
antiques, Ramón Alejandro a illustré de nombreux livres par des gravures et des lithographies qui
témoignent à la fois d'un imaginaire fécond et d'une maîtrise technique exceptionnelle.
Mais il a également écrit lui-même, en dehors de divers articles, plusieurs récits car Ramón
Alejandro aime conter des histoires. Placés sous le signe d'Épicure, de Lucrèce et d'Ovide, ils
sont rédigés en espagnol. Pure perte (1974) est un récit surréaliste illustré de dessins à l'érotisme
délirant. Dans Adua la Pedagoga (2012), Ramón Alejandro narre sa découverte de Paris et ses
relations avec les milieux cubains de l'époque, notamment le réalisateur et directeur de la
photographie Néstor Almendros. Dans La Familia Calandraca (2014), premier volume publié à
compte d'auteur à Miami d'une tétralogie annoncée et intitulée La Reina de los espejos (« La Reine
des miroirs »), il brosse un portrait sans concession de sa famille et analyse les affres de sa
jeunesse et de son adolescence. Le récit est dédié à son frère (1937-1985), Carlos Federico,
professeur d'économie à l'Université de Yale et spécialiste des économies latino-américaines.

## Sculpture
Alors que son œuvre picturale et graphique, souvent bâtie autour de constructions imaginaires,
semble appeler la sculpture, sa production en la matière est curieusement réduite. Il a néanmoins
exposé une de ses machines, confectionnée à partir d'un réfrigérateur, au Grand Palais de Paris,
en 2007, avec 49 autres artistes cubains, dans le cadre de l'exposition itinérante Les Monstres
dévoreurs d'énergie (Madrid, Milan, Paris).

## Principales expositions
- 1968, Galerie Lambert, Paris, préface de Patrick Waldberg.
- 1969, Galerie Maya, Bruxelles, préface de Roland Barthes.
- 1971, Galerie Desbrières, Paris, préfaces de Roland Barthes, Severo Sarduy et Bernard Noël.
- 1973, Galerie Jeanne Castel, Paris.
- 1974, Galerie Arta, Genève, préface de Tony Duvert.
- 1976, Galerie Arta, Genève.
- 1981, Meeting Point Gallery, Miami, préface de Carlos M. Luis.
- 1987, Galerie du Dragon, Paris, préface d’Édouard Glissant.
- 1988, œuvre graphique, Galerie du Dragon, Paris.
- 1988, Galeria Minotauro, Caracas, préface de Roberto Guevara.
- 1989, œuvre graphique, Cuban Museum of Art and Culture, Miami. Osuna Gallery, Washington – Osuna Gallery, Miami, préface de Jean-Louis Clavé, Jacques Lacarrière, Bernard Noël, Severo Sarduy, André Velter.
- 1991, Dessins et livres illustrés, librairie Claude Oterelo, Paris.
- 1992, Galerie Berthet-Aittouarès, Paris, préface de Jean-Jacques Levêque.
- 1993, Galeria Minotauro, Miami Art Fair no 3, Miami.
- 1995, Galeria Jorge Sori Fine Arts, Miami.
- 1996, Galería Jorge Sori, Miami Art Fair no 6, Miami.
- 1996, Fundacion Previsora Galeria, Caracas, Venezuela.
- 1998, Galeria La Boheme Fine Arts, Miami.
- 2005, Galerie Latinart Core, Miami.
- 2007, Galerie Latinart Core, Miami, préface El vimana de la existencia, de William Navarrete.

## Publications

### Livres personnels
- (texte et illustrations) Pure Perte, Fata Morgana, Saint-Clément-de-Rivière, 1974.
- (texte et illustrations) Fonds perdu, Les Cahiers des Brisants, Mont-de-Marsan, 1979.
- Collaboration à la revue Minuit, éditions de Minuit (de 1974 à 1977, du no 11 au no 27).
- (texte et illustrations) Alma Venus, Brandes, 1990.
- Primicias del delito sexual in La Habana (1952-1961), Alianza Editorial, Madrid, 1995.
- Ramón Alejandro, L'Atelier des Brisants, Paris, 2006
- (préface) "Deux créoles face au sphynx / Dos criollos frente a la esfinge", La canopea del Louvre, William Navarrete et Regina Ávila, Aduana Vieja, Valencia, Espagne, 2008.
- Adua La Pedagoga, Aduana Vieja Editorial, Valencia, 2012
- La Familia Calandraca, Alexandria Library, Miami, 2014.
- 146 dibujos eróticos, acompañado de un extracto de la novela de Armando López Salamó «Los Maricones van al cielo» / 146 dessins érotiques, accompagnés d'un extrait du roman d'Armando López Salamó «Les Pédés vont au ciel», Club Samizdat / Deleatur, Champcella, 2022.

### Monographies
- Ramón Alejandro, textes de Jean-Louis Clavé, Jacques Lacarrière, Bernard Noël, André Velter, Severo Sarduy. UBACS, Chavagne, France, 1989.
- ¡Vaya papaya!, Guillermo Cabrera Infante et Ramón Alejandro, Le Polygraphe, Angers, 1992.
- Ramón Alejandro, textes d'Antonio José Ponte (trad. Martine Roux), Art Tribu's/Le Polygraphe, Angers, 1999.
- Collectif, Ramón Alejandro, L'Atelier des Brisants, Mont-de-Marsans, 2006.
- Christian Nicaise. Ramón Alejandro, les livres illustrés. Rouen, L'Instant perpétuel, 2008.

### Illustrations
- Carlos Díaz Alejandro, Essays on the economic history of the Argentine Republic, Yale University Press, New Haven, Connecticut, 1970.
- Bernard Noël, Souvenirs du Pâle, Fata Morgana, Montpelleir, 1971.
- Revue Fragment, Ed. Bruñidor, 1971.
- Claude Fournet, Ezra Pound et la question du sens, Le Point d'Être, Paris, 1972.
- Barthes, Roland, Sade, Fourier, Loyola, Ed. du Seuil, Paris, 1972.
- Severo Sarduy, Big Bang / para situar en órbita cinco máquinas de Ramón Alejandro, Fata Morgana, Montpellier, 1973.
- André Velter, L'Irrémediable, Seghers/Laffont, Paris, 1973.
- Roger Laporte et Bernard Noël, Deux lectures de Maurice Blanchot, Fata Morgana, Montpellier, 1973.
- Matthieu Messagier, Le Dit des gravités en sanctifié, L'Atelier de l'Agneau, Belgique, 1974.
- Hommage à Octavio Paz, revue Gradiva, no 6, Ed. Gradiva, Bruxelles, février, 1975.
- Buck, Paul, Lust, Pressed Curtains, West Yorshire, England, 1976.
- Pierre Dhainaut, Toujours secrète et lumineuse, Ed. Le Castor Astral, Paris, 1978.
- Bernard Noël, Givre, no 2/3, 1978.
- Hélène Bokanowski, Transpaces, Ed. Dominique Bedou, Gourdon, France, 1979.
- Anise Koltz, Vigilance, Ed. Le Verbe et l'Empreinte, Saint-Laurent-du-Pont, 1979.
- Pierre Dhainaut, Erre, écris, Les Cahiers des Brisants, Mont-de-Marsan, 1979.
- Marc-Louis Questin, L'Astre des nerfs, Bègles, éd. Le Castor astral, 1979 ;
- Jacques Abeille, Le plus commun des mortels, Les Cahiers des Brisants, Mont-de-Marsan, 1980.
- Le Corps d'amour, Béthune, Ecbolade, Vol. 35, 1982.
- Jean-Louis Clavé, La Tentation du paysage, les Cahiers des Brisants, 1983.
- Bernard Noël, Mis par la lumière (lettre verticale XIX), Editart, Génève, Suisse, 1983.
- Bernard Noël, La chute des temps, Flammarion, Paris, 1983.
- Serge Sautreau et André Velter, Dar-î-nûr, Nulle Part, 1983.
- André Velter, Ce qui murmure de loin, Fata Morgana, Montpellier, 1985.
- André Velter, Trois chants du Gange, Ed. Noël Marsault, 1985.
- André Velter, L'oracle des pierres, Fata Morgana, Montpellier, 1985.
- Apollinaire, À tous tes noirs désirs, Fata Morgana, Montpellier, 1985.
- Pierre Bettencourt, Notes de voyage au pays des hommes-bousiers, Deleatur, Angers, 1986.
- André Velter, La fiancée bleue et autres chants des Busclats, Les Cahiers des Brisants, Mont-de-Marsan, 1986.
- Bernard Noël, Le tombeau de pierre, Fata Morgana, Montpellier, 1987.
- Pierre Charmoz, Mon bicentenaire, Deleatur, Angers, 1987.
- Pentadius, traduction du latin de Bernard Noël, Narcisse, Les Cahiers des Brisants, Mont-de-Marsan, 1988.
- Emilio Adolfo Westphalen, Menace de poème - d’éclair - de rien, Ludd, Paris, 1988.
- Jean-Louis Clavé, D'Eros, la triple insoumission, Les Cahiers des Brisants, Mont-de-Marsan, 1988.
- José Luis Llovio-Menéndez, Vie sécrète d'un révolutionnaire à Cuba, Ed. Ergo Press, Paris, 1989.
- Pierre Laurendeau, Les Poinçons de John Baskerville, La Compagnie des Indes oniriques, Angers, 1990.
- Severo Sarduy, Corona de las frutas, Les Cahiers des Brisants, Mont-de-Marsan, 1990.
- Dominique Ottavi, Longue distance (un livre-disque compact), Renato Éditeur, Paris, 1990.
- Zeno Bianu, La Danse de l’effacement, Brandes, Roubaix, 1990.
- Pierre Laurendeau, L'Archipel des fruits, Ramón Alejandro, L'écart douloureux entre le désir immédiat et le plaisir différé, Le Polygraphe, Angers, 1991.
- Les Cahiers des Brisants 1975-1990: éditions originales, livres illustrés, par Jacques Dartigue, Bernard Noël, Zeno Bianu et Serge Sautreau, Les Cahiers des Brisants, Mont-de-Marsan, 1991.
- Monique Rasclard, À toi sauf à toi, L'Instant perpétuel, Rouen, 1992.
- Matthieu Messagier, Une rêverie objective, Le Castor Astral, Bordeaux, 1992.
- Rikki Ducornet, Les feux de l'orchidée, Deleatur, Angers, 1993.
- Severo Sarduy, Epitafios, Universal, Miami, 1994.
- Armando Alvarez Bravo, Las traiciones del recuerdo, Deleatur, Angers, 1996.
- Armando Alvarez Bravo, Trenos, Collection Baralanube, Angers, Deleatur, 1996.
- Esteban L. Cárdenas, Ciudad Mágica, Collection Baralanube, Angers, Deleatur, 1997.
- Néstor Díaz de Villegas, Anarquía en Disneylandia, Col. Mañunga, Deleatur, Angers, 1997.
- Lorenzo García Vega, Vilis, Collection Baralanube, Deleatur, Angers, 1998.
- Antonio J. Ponte, Las Comidas Profundas, Collection Baralanube, Angers, Deleatur, 1998.
- Orlando González Esteva, Cuerpos en Bandeja, Artes de Mexico, México, 1998.
- Néstor Díaz de Villegas, Confesiones del estrangulador de Flagler Street, Collection Baralanube, Deleatur, Angers, 1998.
- Carlos Marx, Elogio del Crimen, Collection Mañunga, Deleatur, Angers, 1999.
- Félix Lizárraga, A la manera de Arcimboldo, Collection Baralanube, Deleatur, Angers, 1999.
- Antonio José Ponte, Cuentos de todas partes del Imperio, Deleatur, Angers, 2000.
- Alain Sanceri, Saturations du masque et de la nuit, Ed. Club Zéro, Paris, 2001.
- Mirtha Caraballo Ruiz, J'ai fait mon chemin, Ed. L'Harmattan, Paris, 2002.
- Aurelio de la Vega et Martha Marchena, Disque The Piano Works of Aurelio de la Vega, American Academy of Arts and Lettres, New York, 2002.
- Juan Cueto-Roig, Hallarás lobregueces, Ultra Graphics Corporations, Miami, 2004.
- Pedro Juan Gutiérrez, Lulú la perdida, Ed. La Araña Pelúa / La Mygale à Pigalle, Paris-Miami, 2008.
- Heriberto Hernández, Los frutos del vacío, Ed. Bluebird, Miami, 2008.